# Hulitherium
Hulitherium tomasetti
Genre
Genre
Hulitherium est un genre éteint de marsupiaux de la famille des Zygomaturidae et dont la seule espèce connue est Hulitherium tomasetti.
Hulitherium tomasetti vivait en Nouvelle-Guinée au cours du Pléistocène. Il avait une hauteur de 1 m et une longueur de 1,80 m environ. Il se nourrissait de bambou, un peu comme l'actuel Panda.